# Jochen Kienzle
Jochen Kienzle (* 24. November 1959 in Freiburg im Breisgau) ist ein deutscher Kunstsammler und Stiftungsvorstand der Berliner Kienzle Art Foundation.

## Leben
Jochen Kienzle wurde am 24. November 1959 in Freiburg im Breisgau als Sohn des Unternehmers Jochen Kienzle Sr. und seiner Ehefrau Luitgard Kienzle in die traditionsreiche Unternehmerfamilie Kienzle hinein geboren. Er ist Ur-Enkel von Jakob Kienzle, dem Gründer von „Kienzle Uhrenfabriken“, einem der um die Jahrhundertwende weltweit wichtigsten Uhrenhersteller. Im Laufe der Jahrzehnte folgte durch Jochen Kienzles Großvater Herbert Kienzle Sr. die Gründung des Unternehmens Kienzle Apparate GmbH Villingen, dessen Leitung schließlich von Jochen Kienzles Vater gemeinsam mit seinem Bruder Herbert Kienzle Jr. bis 1990 übernommen wurde.
Nachdem er seine frühe Kindheit in Villingen-Schwenningen verbracht hatte, besuchte Jochen Kienzle von 1971 bis 1972 das Internat Schloss Salem in Hohenfels. Im Anschluss an seine Allgemeine Hochschulreife am Wirtschaftsgymnasium Donaueschingen absolvierte er in den frühen 80er Jahren zunächst eine Schreinerausbildung in Konstanz. Hiernach folgte von 1986 bis 1996 ein Studium der Kunstgeschichte und Wahrnehmungspsychologie an der Ludwig-Maximilian Universität München. In dieser Zeit engagierte sich Jochen Kienzle stark für die Förderung aufstrebender Künstler und rief die „Ausstellung zur Förderung junger Künstler in privaten Räumen“ ins Leben.

## Kienzle Art Commission GmbH und Kienzle Art Foundation
Nach seinem Umzug nach Berlin gründete er dort 1997 gemeinsam mit Anette Gmeiner die Galerie Kienzle & Gmeiner GmbH. Im Jahr 2001 übernahm Jochen Kienzle die alleinige Geschäftsführung der Galerie. 2009 folgte letztendlich die Umfirmierung in Kienzle Art Commission GmbH. Im selben Jahr hob Jochen Kienzle schließlich auch die Kienzle Art Foundation (Stiftung bürgerlichen Rechts) aus der Taufe, deren Vorstand er bis heute ist.
Die Kienzle Art Foundation legt einen besonderen Schwerpunkt auf die öffentliche Vermittlung von Kunst. Ihren Kern bildet die Kunstsammlung von Jochen Kienzle, die Werke der 1960er Jahre bis hin zu zeitgenössischen konzeptuellen Tendenzen umfasst. Wichtige Künstler der Sammlung sind Klaus Merkel, Josef Kramhöller, Jack Goldstein, Jonathan Lasker, Gary Stephan, Franz Erhard Walther, Jack Whitten, Louise Fishman, Michael Ballou, Anna Oppermann, Bertold Mathes, Fabian Ginsberg, Stefan Hayn, Anke Völk, Frank Maier, Claudia Kugler, Jasmine Justice und Peter Zimmermann.
In der Öffentlichkeit steht Jochen Kienzle vor allem in seiner Funktion als Vorstand der Kienzle Art Foundation, welche seit ihrer Gründung diverse Kooperationen mit anderen Kunststiftungen- und Verbänden eingegangen ist. Hierbei fungierte Jochen Kienzle sowohl als Initiator als auch als Partner von Projekten zur Förderung von künstlerischen Außenseiterpositionen und der Wiederentdeckung „vergessener“ Künstler und profilierte sich über die Jahre als aktives Mitglied der Berliner Kunstszene.
Durch Jochen Kienzle erfolgte die verlagsmäßige Vertretung zweier Künstler der documenta (Jonathan Lasker und Emilio Prini).
Als privater Kunstsammler stellt Jochen Kienzle regelmäßig Arbeiten aus seiner Sammlung als Leihgaben zur Verfügung, nimmt an Diskussionsrunden und Expertengesprächen teil und wird des häufigeren als Ausstellungsführer angefragt, wobei er insbesondere Veranstaltungen für junge Kunstinteressierte betreut. Eine Ausstellung seiner Sammlung außerhalb der eigenen Räume fand erstmals 2013 im Kunstmuseum Magdeburg statt.

## Ausstellungen
- 2019: The Rise And Fall Of The Rise And Fall, Michael Franz, Kienzle Art Foundation, Berlin
- 2019: Gaming: The System, Malte Frey, Julian Reiser, Kienzle Art Foundation, Berlin
- 2018: Die Verkörperung von Öffentlichkeit, Fareed Armaly, Penelope Georgiou, Josef Kramhöller, David Lamelas, Ketty La Rocca, Verena Pfisterer, Kienzle Art Foundation, Berlin
- 2018: A Pound of Sound is Round, Michael Ballou, Kienzle Art Foundation, Berlin
- 2018: Changes, Felix Schramm, Kienzle Art Foundation, Berlin
- 2017: Sammlung Kienzle im Kunstmuseum Liechtenstein, Marieta Chirulescu, Louise Fishman, Jack Goldstein, Ferdinand Kriwet, Ketty La Rocca, Jonathan Lasker, Klaus Merkel, Anna Oppermann, Verena Pfisterer, Emilio Prini, David Reed, Gary Stephan, Franz Erhard Walther, Kunstmuseum Liechtenstein, Vaduz
- 2017: The Future of Reading, Gary Stephan, Kienzle Art Foundation, Berlin
- 2017: Alle The Right Moves, Vela Arbutina, Inna Babaeva, Johannes Bendzulla, Corinne Chotycki, Jesse Farber,  Michael Franz, Jasmine Justice, Kristina Kramer, Claudia Kugler, Joe Nanashe, Erin Thurlow, Kienzle Art Foundation, Berlin
- 2017: Text | Template | Activation – Schwarz | Rot | Weiss, Kienzle Art Foundation, Berlin
- 2017: Chromaintensity, Anke Völk, Kienzle Art Foundation, Berlin
- 2016: Whose Propitious Garden is This? Stefan Hayn, Kienzle Art Foundation, Berlin
- 2016: Die Meisten.. Bei Nacht und Nebel, Dominik Steiner, Kienzle Art Foundation, Berlin
- 2016: Persönlichkeiten, Linde Burkhardt, Kienzle Art Foundation, Berlin
- 2016: We Are Alive At The Same Time, Jasmine Justice, Kienzle Art Foundation, Berlin
- 2016: How to Be Unique, Rafeed Armaly, Monika Baer, Michael Ballou, Wolfgang Betke, Francois Joseph Chabrillat, Marieta Chirulescu, Elisabeth Cooper, Cheryl Donegan, Louise Fishman, Jack Goldstein, Gerald Jackson, Jasmine Justice, Paul Klee, Josef Kramhöller, Ferdinand Kriwet, Claudia Kugler, Ketty La Rocca, David Lamelas, Jonathan Lasker, Berthold Mathes, Klaus Merkel, Alfred Müller, Marcus Neufanger, Verena Pfisterer, David Reed, Dominik Sittig, Gary Stephan, Jos van Merendonk, Franz Erhard Walther, Jack Whitten, Christopher Williams, Kienzle Art Foundation, Berlin
- 2015: Laquitude, Celine Adamo, Kienzle Art Foundation, Berlin
- 2015: Die Namensnehmerinnen, Fabian Ginsberg, Kienzle Art Foundation, Berlin
- 2015: Nicht verblüffen, wundern will ich mich – Werke von 1960 bis 1973, Johannes Gachnang, Kienzle Art Foundation, Berlin
- 2014: Songs About the Midway – Werke von 1982 bis 2014, Bertold Mathes, Kienzle Art Foundation, Berlin
- 2014: Pure Matter, Jos van Merendonk, Kienzle Art Foundation, Berlin
- 2014: Documentary Works, Guillaume Cailleau, Ben Russel, Hanna Slak, Kienzle Art Foundation, Berlin
- 2014: Eins Svei Dry Cat, Nathan Baker, Suzanne Joelson, Sreshta Rit Premnath, Aura Rosenberg, Holly Zausner, Kienzle Art Foundation, Berlin
- 2013: Multi-Plex, Michael Ballou, Kienzle Art Foundation, Berlin
- 2013: Keine Parole! Malerei – Aktion – Konzept, Fareed Armaly, Monika Baer, Michael Buthe, Marieta Chirulescu, Elisabeth Cooper, Louise Fishman, Isa Genzken, Jack Goldstein, Gerald Jackson, Jasmine Justice, Josef Kramhölleer, Ferdinand Kriwet, Ketty La Rocca, David LAmelas, Jonathan Lasker, Berthold Mathes, Klaus Merkel, Anna Oppermann, David Reed, Emil Schumacher, Kurt Schwitters, Gary Stephan, Franz Erhard Walther, Jack Whitten, Christopher Williams, Kunstmuseum Magdeburg
- 2013: Keine Parole. Aktion-Malerei-Konzept,
- 2013: What a Fucking Waste of Time: Alfred Müller, Marcus Neufanger, Kienzle Art Foundation, Berlin
- 2012: Family Theater: Monika Baer, Jürgen Brodwolf, Marieta Chirulescu, Louise Fishman, Jack Goldstein, Gerald Jackson, Jana Kiewit, Paul Klee, Josef Kramhöller, Michael Krebber, Claudia Kugler, Ketty La Rocca, David Lamelas, Rodney McMillian, Klaus Merkel, Pawel Pepperstein, Verena Pfisterer, Emilio Prini, Emil Schumacher, Dominik Sittig, Michael E. Smith, Walther Swennen, Franz Erhard Walther, Jack Whitten, Elmar Zimmermann, Peter Zimmermann, Brandenburgischer Kunstverein Potsdam und Kienzle Art Foundation, Berlin
- 2012: Related Structures, Achim Sakic, Frank Maier, Kienzle Art Foundation, Berlin
- 2011: About Painting, Josef Kramhöller, ABC Art Berlin Contemporary
- 2011: Frühe 80er | Späte 80er, Klaus Merkel, Kienzle Art Foundation, Berlin
- 2011: Alien. Unheimliche Wesen aus einer fremden Welt, Marieta Chirulescu, Louise Fishman, Claudia Kugler, David Lamles, Bertold Mathes, Tom Meacham, Klaus Merkel, Gary Stephan, Franz erhard Walther, Jack Whitten, Brandenburgischer Kunstverein Potsdam
- 2011: A Lecture On My Face, Fabienne Audeod, Kienzle Art Foundation, Berlin
- 2011: What a Serious Horror Writing a Play, Bara, Thomas Helbig, Andy Hope 1930, Franziska Hufnagel, Florian Hüttner, Jochen Klein, Josef Kramhöller, Amelie von Wulffen, Kienzle Art Foundation, Berlin
- 2010: Twisted Standards, Emilio Prini, Elmar Zimmermann, Kienzle Art Foundation, Berlin
- 2010: Loose Joints, Joseph Beuys, Josef Kramhöller, Ketty La Rocca, Jonathan Lasker, Ernst Wilhelm Nay, Emil Schumacher, Kurt Schwitters, Franz Erhard Walther, Wols, Elmar Zimmermann, Kienzle Art Foundation, Berlin
- 2009: False Friends, Brandenburgischer Kunstverein Potsdam